# 棕鼯鼠
棕鼯鼠（學名：Petaurista petaurista）屬於嚙齒目的松鼠科。分布東南亞地區、喜馬拉雅山脈南北兩側山麓與中國中部，使用的棲地多樣，包含森林、農作木林以及較開闊的地區。是體型最大的樹棲型松鼠之一，各地族群外貌有些許差異，依分布地區又區分為數個亞種，各亞種背部的毛色皆帶有程度不一的紅棕色與毛色較淺的腹部。分布於巽他古陸的族群，其外表大致符合上述，但是其分類地位仍有歧異，不同的發表將巽他古陸的族群歸類為另外一個物種，或者是獨立的物種。
與其他的飛鼠相似，棕鼯鼠主要為夜行性，能夠在樹間以滑翔的方式移動，藉由展開連接前肢、後肢與尾巴的皮膜，能夠滑翔相當遠的距離（但與鳥類和蝙蝠的「飛翔」不同）。為草食性動物，雌性棕鼯鼠一胎可產一或兩隻子代。即使面對棲地喪失與獵捕壓力，整體的族群數量仍能維持，目前於紅皮書的保育等級為：無危（least concern）。

## 分布、外觀與分類
棕鼯鼠是體型與體長最大的鼯鼠之一，體長為28.5—55公分（11英吋—1英尺9.5英吋）；尾長為34—63公分（1英尺1.5英吋—2英尺1英吋）；體重為990—3,200公克（2.2–7.1磅）。在各地區的雄性體型大至上比雌性來得小，體重也較輕。
由外觀與分佈地區的差異，棕鼯鼠被分為數個亞種。部分亞種曾經被處理為印度大鼯鼠 （页面存档备份，存于）（P. philippensis）、紅白大鼯鼠 （页面存档备份，存于）（P. alborufus）或斑點大鼯鼠 （页面存档备份，存于）（P. elegans）的亞種，或者是自成一個物種。在1980年以前，當時部分發表將印度大鼯鼠視為棕鼯鼠的一個亞種。

## 亚种
- 棕鼯鼠海南亚种（学名：Petaurista petaurista hainana），G. Allen于1925年命名。在中国大陆，分布于海南等地。该物种的模式产地在海南。[7]
- 棕鼯鼠泰国亚种（学名：Petaurista petaurista lylei），Bonhote于1900年命名。在中国大陆，分布于云南（西部、西南部）等地。该物种的模式产地在泰国。[8]
- 棕鼯鼠越南亚种（学名：Petaurista petaurista miloni），Bourret于1942年命名。在中国大陆，分布于云南（东南部）、广西（西南部）等地。该物种的模式产地在越南。[9]
- 棕鼯鼠贡山亚种（学名：Petaurista petaurista nigra），Pen et Wang于1981年命名。在中国大陆，分布于云南（高黎贡山）等地。该物种的模式产地在云南贡山。[10]
- 棕鼯鼠四川亚种（学名：Petaurista petaurista rubicundus），Howell于1927年命名。在中国大陆，分布于四川（南部）等地。该物种的模式产地在四川宜宾西北。[11]
- 棕鼯鼠福建亚种（学名：Petaurista petaurista rufipes），G. Allen于1925年命名。在中国大陆，分布于广西、福建等地。该物种的模式产地在福建永安。[12]

## 保护
本种于2023年被收录入《有重要生态、科学、社会价值的陆生野生动物名录》。